# Diocesi di Algiza
La diocesi di Algiza (in latino: Dioecesis Algizensis) è una sede soppressa del patriarcato di Costantinopoli e una sede titolare della Chiesa cattolica.

## Storia
Algiza, identificabile con Baliapazakov nell'odierna Turchia, è un'antica sede episcopale della provincia romana di Asia nella diocesi civile omonima. Faceva parte del patriarcato di Costantinopoli ed era suffraganea dell'arcidiocesi di Efeso.
La diocesi è documentata nelle Notitiae Episcopatuum del patriarcato di Costantinopoli fino al XII secolo.
Sono tre i vescovi noti di questa antica sede. Proclo partecipò al concilio di Calcedonia nel 451. Leonzio assistette al secondo concilio niceno nel 787. Michele fu tra i partecipanti del sinodo celebrato ad Efeso nel 1216.
Dal XX secolo Algiza è annoverata tra le sedi vescovili titolari della Chiesa cattolica; la sede è vacante dal 9 dicembre 1995.

## Cronotassi

### Vescovi greci
- Proclo † (menzionato nel 451)
- Leonzio † (menzionato nel 787)
- Michele † (menzionato nel 1216)

### Vescovi titolari
- Fiorenzo Umberto Tessiatore, O.F.M. † (18 maggio 1928 - 10 aprile 1932 deceduto)
- Carlos Carmelo de Vasconcelos Motta † (29 luglio 1932 - 19 dicembre 1935 nominato arcivescovo di São Luís do Maranhão)
- Auguste-Maurice Clément † (2 marzo 1936 - 3 marzo 1939 deceduto)
- Ignacio de Alba y Hernández † (29 aprile 1939 - 30 giugno 1949 succeduto vescovo di Colima)
- John Patrick Kavanagh † (14 luglio 1949 - 26 dicembre 1957 succeduto vescovo di Dunedin)
- Mario Brini † (14 ottobre 1961 - 9 dicembre 1995 deceduto)